# Nacionalni park Havajski vulkani
Nacionalni park Havajski vulkani (eng. Hawai‘i Volcanoes National Park) jedan je od 58 nacionalnih parkova Sjedinjenim Američkim Državama, smješten na otoku Havaji na Havajima, i smatra se za najatraktivniji park SAD-a. U njemu se nalaze vulkani Kilauea, jedan od najaktivnijih vulkana na svijetu, i Mauna Loa, najveći svjetski vulkan. Oni su znanstvenicima omogućili uvid u nastanak cijelog Havajskog otočja, a posjetiteljima veličanstvene prizore vulkanskog tla. Zahvaljujući prirodnim vrednotama, Nacionalni park Havajski vulkani je 1980. godine proglašen međunarodnim rezervatom biosfere, a potom 1987. godine je upisan na UNESCO-ov popis mjesta svjetske baštine u Sjevernoj Americi.

## Zemljopisne odlike
Ovaj atraktivni američki nacionalni park smješten je na otoku Havaji, najvećem otoku Havajskog otočja koje se nalazi u Tihom oceanu. Park se sastoji od nekoliko još uvijek aktivnih vulkana, na površini od 1.348 km². Park je nastao zbog stotina tisuća godina vulkanskih djelovanja i procesa evolucije tijekom kojih se zemlja uzdizala iz oceana, a zbog čega se stvarao jedinstveni ekosustav koji je omogućio nastanak različitih drevnih havajskih kultura.
Više od polovice parka je proglašeno divljinom koja posjetiteljima pruža neuobičajene uvjete za planinarenje i mogućnosti kampiranja. Park obuhvaća različita prirodna okružja koja se protežu od razine mora do vrha najvećeg svjetskog vulkana Mauna Loa na 4.169 m nadmorske visine. Glavni ulaz u park je s havajske ceste Belt koja se nastavlja do drugog ulaza u blizini grada Kalapana, no jedan je dio ceste danas prekriven lavom.

### Klima
Klima u Nacionalnom parku Havajski vulkani je odgovarajuća klimi cijelog otočja ali se zbog veće nadmorske visine temperature noću spuštaju do 11°C. Tijekom cijele godine temperature su ujednačene i kreću se od najmanje izmjerenih 11°C do najvećeg prosjeka od 20°C. Prosječna godišnja količina oborina je 2556 mm, a ožujak je najkišniji mjesec.
| Klimatološki srednjaci za Nacionalni park Havajski vulkani | Klimatološki srednjaci za Nacionalni park Havajski vulkani | Klimatološki srednjaci za Nacionalni park Havajski vulkani | Klimatološki srednjaci za Nacionalni park Havajski vulkani | Klimatološki srednjaci za Nacionalni park Havajski vulkani | Klimatološki srednjaci za Nacionalni park Havajski vulkani | Klimatološki srednjaci za Nacionalni park Havajski vulkani | Klimatološki srednjaci za Nacionalni park Havajski vulkani | Klimatološki srednjaci za Nacionalni park Havajski vulkani | Klimatološki srednjaci za Nacionalni park Havajski vulkani | Klimatološki srednjaci za Nacionalni park Havajski vulkani | Klimatološki srednjaci za Nacionalni park Havajski vulkani | Klimatološki srednjaci za Nacionalni park Havajski vulkani | Klimatološki srednjaci za Nacionalni park Havajski vulkani |
| mjesec                                                     | sij                                                        | velj                                                       | ožu                                                        | tra                                                        | svi                                                        | lip                                                        | srp                                                        | kol                                                        | ruj                                                        | lis                                                        | stu                                                        | pro                                                        | godina                                                     |
| ---------------------------------------------------------- | ---------------------------------------------------------- | ---------------------------------------------------------- | ---------------------------------------------------------- | ---------------------------------------------------------- | ---------------------------------------------------------- | ---------------------------------------------------------- | ---------------------------------------------------------- | ---------------------------------------------------------- | ---------------------------------------------------------- | ---------------------------------------------------------- | ---------------------------------------------------------- | ---------------------------------------------------------- | ---------------------------------------------------------- |
| srednji maksimum, °C                                       | 19,3                                                       | 19,2                                                       | 19,1                                                       | 19,2                                                       | 20,1                                                       | 21,0                                                       | 21,5                                                       | 22,2                                                       | 22,3                                                       | 21,7                                                       | 20,5                                                       | 19,5                                                       | 20,5                                                       |
| srednja dnevna temperatura, °C                             | 14,6                                                       | 14,5                                                       | 14,6                                                       | 15,1                                                       | 15,7                                                       | 16,5                                                       | 17,1                                                       | 17,6                                                       | 17,5                                                       | 17,1                                                       | 16,1                                                       | 15,0                                                       | 16,0                                                       |
| srednji minimum, °C                                        | 9,8                                                        | 9,7                                                        | 10,1                                                       | 10,8                                                       | 11,3                                                       | 12,0                                                       | 12,7                                                       | 12,8                                                       | 12,7                                                       | 12,5                                                       | 11,7                                                       | 10,5                                                       | 11,4                                                       |
| oborine, mm                                                | 284,7                                                      | 218,1                                                      | 310,7                                                      | 249,9                                                      | 168,9                                                      | 110,9                                                      | 143,3                                                      | 185,9                                                      | 143,9                                                      | 171,2                                                      | 280,9                                                      | 286,4                                                      | 2556,0                                                     |
| Izvor: Worldclimate.com, podaci za razdoblje 1961. – 1990. |                                                            |                                                            |                                                            |                                                            |                                                            |                                                            |                                                            |                                                            |                                                            |                                                            |                                                            |                                                            |                                                            |

## Biljni i životinjski svijet
Prije nekoliko milijuna godina spore paprati nošene vjetrom i zračnim strujama iz jugoistočne su Azije dospjele na polja lave u sred Tihog oceana. To je bio tek jedan od načina kako je život dospio na Havajsko otočje.
Na isti način su na otočje dospjeli razni kukci, sjemenke i pauci, ali je bilo i drugih načina. Jedan od njih bio je taj da su brojne ptice tijekom migracija na svojim krilima ili u probavnom sustavu nosile sjemenke otporne na utjecaje soli. Prelazak novih velikih morskih prostranstava je bio onemogućen vodozemcima, gmazovima i većim sisavcima. Jedine vrste kojima je to uspjelo bile su medvjedice i neke vrste šišmiša. Od milijuna raznih organizama rijetki su dospjeli do otočja, a od onih koji su dospjeli malo ih je opstalo i prilagodilo se novoj sredini.
Tijekom prilagodbe sredini bez predatora, mnoge su životinje evolucijom izgubile urođene obrambene mehanizme, pa su tako neke bube, koje su koristile smrad za obranu, ostale bez tog obrambenog mehanizma, a neke ptice koje su ostale bez prirodnih neprijatelja nisu imale potrebu letjeti pa su postale neletačice.
Više od 90% biljnih i životinjskih vrsta koje se može naći na Havajima su endemske vrste i nije ih moguće naći nigdje drugdje na svijetu. Stotinjak vrsta endemskih ptica potječe od tek dvadesetak vrsta njihovih predaka, tisuće vrsta cvjetnica je evoluiralo od 272 prvotne vrste, više od 1.000 mekušaca su nastali evolucijom najmanje 22 prvotne vrste, a oko 10.000 insekata i pauka nastaju evolucijom 350 - 400 vrsta njihovih predaka.

## Povijest
Kilauea i Halemaumau kaldere oduvijek su se među domorocima smatrali svetim domom boginje vulkana Pele, a Havajci su posjećivali krater donoseći božici razne darove. Tijekom jedne neuobičajeno velike erupcije 1790. godine, zajedno sa ženama i djecom poginula je grupa ratnika, a preživjeli su tijekom bijega ostavili otiske stopala u lavi koji su vidljivi i danas.
Prvi zapadnjaci koji su posjetili ovo područje bili su engleski misionar William Ellis i američki Asa Thurston, koji su u Kilaueau stigli 1823. godine.
Jedan od pokretača ideje o osnivanju nacionalnog parka 1916. godine bio je Lorrin A. Thurston.

## Galerija
- Protok lave iz vulkana Mauna Loa 28. ožujka 1984. god.
- Snijegom pokrivem vrh Mauna Loe, Mokuʻāweoweo
- Fontana lave Pahoeoe
- Jaggarov muzej na Havajima
- Cijev kojom je prošla lava
- Pogled iz Volcano House hotela
- Dim iz kratera Pu'u O'o vulkana Kīlauea
- Cesta zatrpana lavom

## Vanjske poveznice
- Hawaii Volcanoes National Park Flora & Fauna (eng.)  Arhivirana inačica izvorne stranice od 13. studenoga 2011. (Wayback Machine)
- Hawaii Volcanoes National Park (eng.)  Arhivirana inačica izvorne stranice od 18. studenoga 2009. (Wayback Machine)
- Visitor info and photo (eng.)
- UNESCO World heritage (eng.)

## Ostali projekti
|  | Zajednički poslužitelj ima stranicu o temi Nacionalni park Havajski vulkani    |
|  | Zajednički poslužitelj ima još gradiva o temi Nacionalni park Havajski vulkani |